# Incubus (film, 2005)
Pour les articles homonymes, voir Incubus.
Incubus est un film d'horreur réalisé par Anya Camilleri et sorti en 2006.

## Synopsis
Après un accident de voiture dans les montagnes du Montana, six amis, Jay-Jay, son frère Josh, Bug, Holly, Peter et Karen, décident de trouver une cabane pour se protéger de la nuit glaciale.

## Fiche technique
- Titre original : Incubus
- Titre divers US : Heart Stopper, Nightmares, Pulse
- Titre espagnol : Incubus - El experimento
- Réalisation : Anya Camilleri
- Scénario  : Gary Humphreys
- Producteurs : Adam Shapiro, Donald Kushner, David Alvarado, Sherman Jay Sall
- Musique : Simon Boswell
- Caméraman : John Lynch
- Montage : Andy McGraw, John Wilson
- Décors : Christian Niculescu
- Directeur artistique : Sorin Popescu, Vlad Vieru
- Effets spéciaux : Machine, Two Hours in the Dark
- Production : Castel Film Romania
- Distribution : Sony Pictures Home Entertainment, AOL Red, Paramount Home Entertainment
- Durée : 84 min.
- Son : Dolby Digital
- Genre : Horreur, thriller
- Dates de sortie : 
  - USA : 31 octobre 2006 (internet),
  - 6 février 2007 (DVD première)

## Distribution
- Tara Reid : Jay-Jay
- Akemnji Ndifernyan : Bug
- Alice O'Connell : Holly
- Russell Carter : Josh
- Christian Brassington: Peter
- Mihai Stanescu : Sleeper
- Monica Dean : Karen

## Autour du film
Ce film est sorti sur AOL en avant première en 2006 sur internet.